# Сен Рафаел
Сен Рафаел (фр. Saint-Raphaël, Var) град је у Француској, у департману Вар.
По подацима из 1999. године број становника у месту је био 30.671.

## Географија

### Клима
| Клима (Сен Рафаел)         | Клима (Сен Рафаел) | Клима (Сен Рафаел) | Клима (Сен Рафаел) | Клима (Сен Рафаел) | Клима (Сен Рафаел) | Клима (Сен Рафаел) | Клима (Сен Рафаел) | Клима (Сен Рафаел) | Клима (Сен Рафаел) | Клима (Сен Рафаел) | Клима (Сен Рафаел) | Клима (Сен Рафаел) | Клима (Сен Рафаел) |
| Показатељ \ Месец          | .Јан.              | .Феб.              | .Мар.              | .Апр.              | .Мај.              | .Јун.              | .Јул.              | .Авг.              | .Сеп.              | .Окт.              | .Нов.              | .Дец.              | .Год.              |
| -------------------------- | ------------------ | ------------------ | ------------------ | ------------------ | ------------------ | ------------------ | ------------------ | ------------------ | ------------------ | ------------------ | ------------------ | ------------------ | ------------------ |
| Средњи максимум, °C (°F)   | 12,5 (54,5)        | 13,4 (56,1)        | 15,3 (59,5)        | 17,7 (63,9)        | 21,0 (69,8)        | 24,6 (76,3)        | 27,8 (82)          | 27,8 (82)          | 25,0 (77)          | 21,1 (70)          | 16,2 (61,2)        | 13,3 (55,9)        | 19,6 (67,3)        |
| Просек, °C (°F)            | 7,7 (45,9)         | 8,5 (47,3)         | 10,1 (50,2)        | 12,5 (54,5)        | 15,7 (60,3)        | 19,4 (66,9)        | 22,1 (71,8)        | 22,0 (71,6)        | 19,4 (66,9)        | 15,8 (60,4)        | 11,3 (52,3)        | 8,3 (46,9)         | 14,4 (57,9)        |
| Средњи минимум, °C (°F)    | 2,8 (37)           | 3,5 (38,3)         | 4,9 (40,8)         | 7,3 (45,1)         | 10,4 (50,7)        | 14,2 (57,6)        | 16,3 (61,3)        | 16,2 (61,2)        | 13,9 (57)          | 10,5 (50,9)        | 6,3 (43,3)         | 3,3 (37,9)         | 9,1 (48,4)         |
| Количина падавина, mm (in) | 89,6 (35,28)       | 85,4 (33,62)       | 72,3 (28,46)       | 62,1 (24,45)       | 48,7 (19,17)       | 37,9 (14,92)       | 14,6 (5,75)        | 42,6 (16,77)       | 59,0 (23,23)       | 117,0 (46,06)      | 108,9 (42,87)      | 85,6 (33,7)        | 823,4 (324,17)     |
| [ тражи се извор ]         |                    |                    |                    |                    |                    |                    |                    |                    |                    |                    |                    |                    |                    |

## Демографија
| 1962.  | 1968.  | 1975.  | 1982.  | 1990.  | 1999.  | 2011.  |
| ------ | ------ | ------ | ------ | ------ | ------ | ------ |
| 13.425 | 17.844 | 21.080 | 24.118 | 26.616 | 30.671 | 33.624 |

## Партнерски градови
- Тиберијада
- Санкт Георген им Шварцвалд
- Гент
- Џермук